# Rogojeni, Gorj
Rogojeni este un sat ce aparține orașului Târgu Cărbunești din județul Gorj, Oltenia, România.